# 查马拉贾纳加尔县
查马拉贾纳加尔县（Chamarajanagar District）是印度卡纳塔克邦最南端的一個縣，1998年從邁索爾縣析置。行政中心是查马拉贾纳加尔。

## 人口
根據2011年人口普查，本縣人口有1,020,791。